# Хэндаохэцзы
Хэндаохэцзы (Ханьдаохэдзы, кит. 横道河子站) — железнодорожная станция Китайско-Восточной железной дороги на территории современного городского уезда Хайлинь.

## История
Станция была открыта в 1903 году, как часть Китайско-Восточной железной дороги (КВЖД).
Название Хэндаохэцзы переводится с китайского языка, как «река, проходящая в туннеле».
В том же году в посёлке рядом со станции была построена православная Введенская церковь, являющаяся в настоящее время единственной сохранившейся деревянной церковью в Китае.
В 2018 году, при содействии местных властей, церковь была отреставрирована.